# Катарина Томић
Катарина Томић (Крагујевац, 30. октобар 1976 -) је дефектолог-олигофренолог и професор. Запослена је на Академији Васпитачко-медицинских струковних студија у Крушевцу. Као професор струковних студија обавља послове на предметима Инклузивно васпитање и образовање и рад са децом са посебним васпитно-образовним потребама.

## Биографија
Катарина Томић је основну  школу и гимназију завршила у Крагујевцу. Студирала је од 1995-2002 годинена Дефектолошком факултету,Универзитет у Београду. Звање доктора науке је стекла на Факултету медицинских наука, Универзитета у Крагујевцу 2012.године (тема Поремећаји понашања и депресивност код деце са лаком интелектуалном ометеношћу).
Професионално искуство је почела као професор разредне наставе у Основној школи „Веселин Николић“,  у Крушевац у периоду од 2002 - 2008. Године 2008 почиње да ради као сарадник у настави на Високој школи струковних студија за васпитаче у Крушевцу а од 2009 до 2012. обавља посао асистента. Звање предавача добија 2012.године на Високој школи струковних студија за васпитаче.
Члан је редакције часописа од 2012.године а постаје главни уредник поменутог часописа од 2017.године.

### Монографије
Томић К. Двојна дијагноза – интелектуална ометеност и ментална болест. Београд, Задужбина Андрејевић 2013.

### Научни чланци
Томић К, Михајловић Г (2008). Ментална ретардација и депресија. Engrami; 30 (1): 41-52..
Томић К, Јуришић В, Муратовић М, Јевтовић И (2010): Значај серотонина у етиологији аутизма. PONS Med J; 7 (2): 64-70.
Томић К, Михајловић Г, Јовановић – Михајловић Н, Ђукић – Дејановић С, Михајловић К, Петровић Г (2011). Дијагноза и третман депресије код особа са интелектуалном ометеношћу. Acta Medica Medianae; 50 (3): 81-9.
Томић К, Михајловић Г, Јанковић С, Ђоновић Н, Јовановић – Михајловић Н, Дилигенски В (2012). Фактори ризика за бихевиоралне и емоционалне поремећаје код деце са лаком интелектуалном ометеношћу. Ser J Exp Clin Res; 13 (1): 19-24.
Томић К (2012). Психопатологија код деце и адолесцената са интелектуалном ометеношћу. Синтезе: 2: 73-88.
Томић, К. (2014). Психопатологија код деце и адолесцената са интелектуалном ометеношћу . Sinteze, 2012(2), 73 –86

### Научно-стручни скупови
Томић К. Ментално здравље и поремећаји деце и адолесцената са менталном ретардацијом – импликације за инклузивно образовање. Научна конференција са међународним учешћем Педагошка истраживања и школска пракса; 14. мај 2010., Сремска Митровица.
Томић К. Утицај социо-демографских фактора на квалитет живота и ментално здравље деце са лаком интелектуалном ометеношћу. I конгрес са међународним учешћем Болничка психијатрија – медицинскодеонтолошки и правни изазови; 15 -16 децембар 2011., Београд.